# مونته‌فیوره کونکا
مونته‌فیوره کونکا (به ایتالیایی: Montefiore Conca) یک کومونه در ایتالیا است که در استان ریمینی واقع شده‌است. مونته‌فیوره کونکا ۲۲٫۴ کیلومترمربع مساحت و ۱٬۸۷۳ نفر جمعیت دارد و ۳۸۵ متر بالاتر از سطح دریا واقع شده.

## نگارخانه

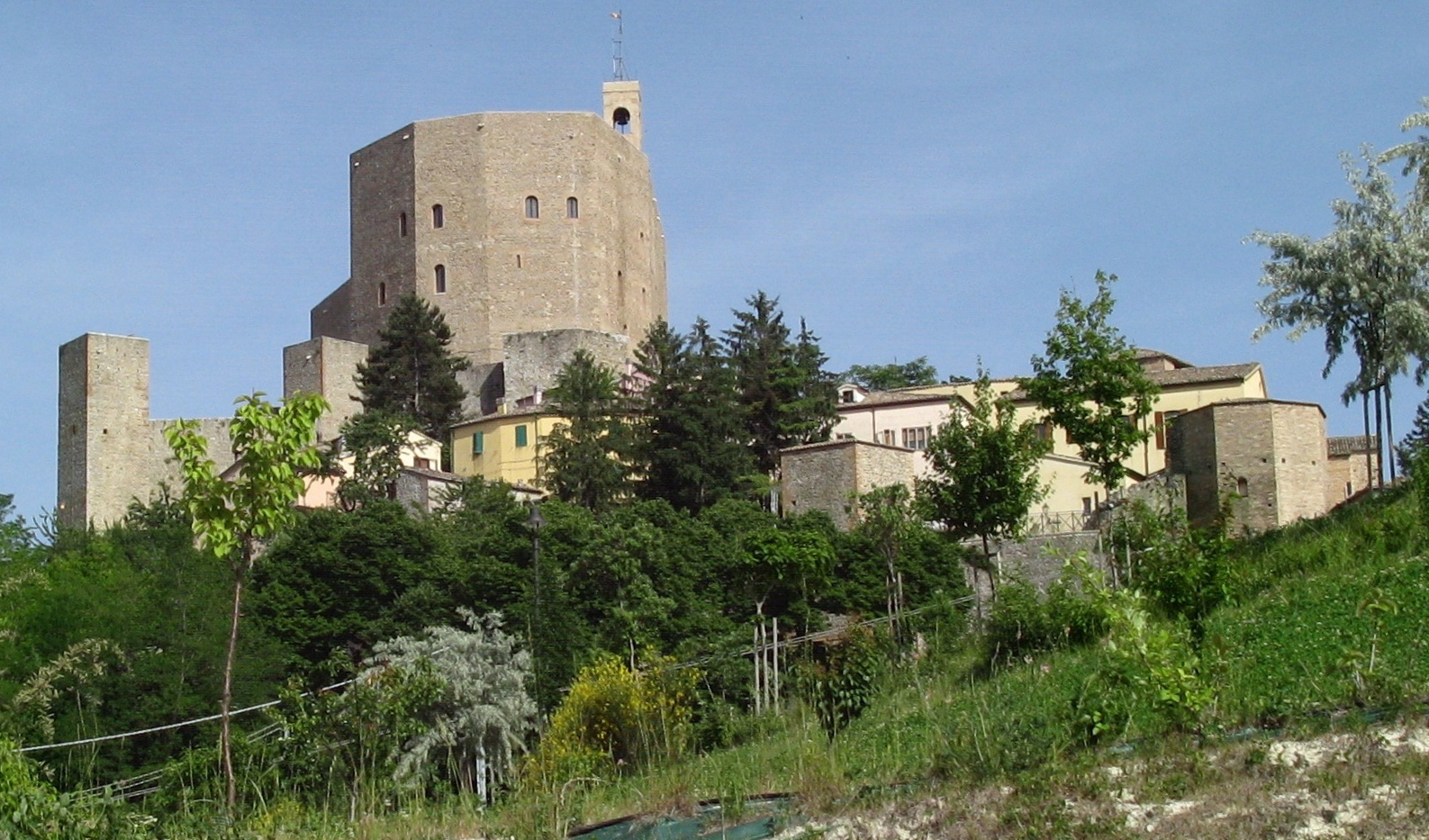
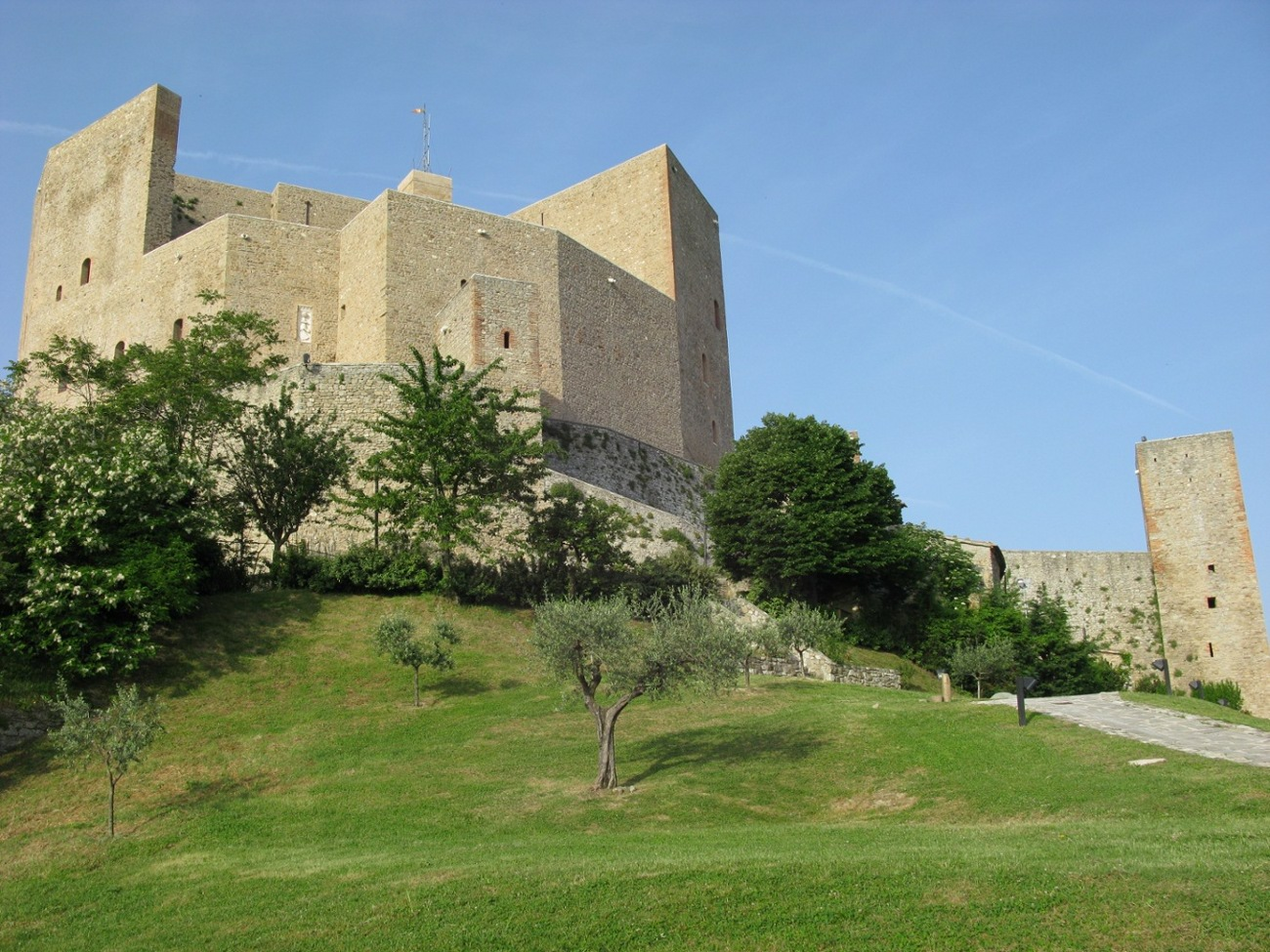